# André & Andrade
André e Andrade é uma dupla sertaneja brasileira formada pelos irmãos José de Freitas Machado (André) e Sebastião de Freitas Machado (Andrade) na cidade de Itaguari em Goiás.
É uma das mais antigas duplas sertanejas do Brasil.

## Biografia
Filhos de João de Freitas Machado e Maria José Pereira, família humilde e numerosa, composta por mais dez irmãos, que tiveram suas infâncias ocupadas com o trabalho na lavoura.
O trabalho pesado exercido desde seus seis anos de idade não lhes tirava o prazer pela música nem de acompanhar e tocar viola nas festas de Folia de Reis, acompanhados pelo pai, que era compositor e catireiro.
Em 1973 André e Andrade, decidiram que a música era a profissão certa para eles e resolveram trilhar nova trajetória na cidade de Anápolis – GO, onde foram contratados pela radio São Francisco para fazer parte da "Tarde Sertaneja", programa apresentado às sextas-feiras, onde permaneceram por três anos. Nas horas vagas a dupla apresentava-se em festas de folia, circos e parques infantis da cidade.
Em 1977 com a contratação pela gravadora RGD, surgiu a oportunidade de realizar um sonho e cumprir uma antiga promessa, gravar seu primeiro LP, onde foi destaque a música "Jesus Cristo Veio ao Mundo".
Pela mesma gravadora gravaram mais quatro LPs, dentre eles "Cama Fria", que lhes rendeu o grande e tão sonhado prémio "Disco de Ouro".
No ano de 1978 a dupla André e Andrade, mesmo contra a vontade do pai, apoiou e deu toda oportunidade às irmãs Ana Lucia e Luciana, "Irmãs Freitas", de gravarem seu primeiro disco pela gravadora RGD, começando a partir daí mais uma dupla de família Freitas.
No ano de 1982 encerraram o contrato com a RGD, passando para a gravadora Chantecler, onde ficaram quatro anos e gravaram quatro LPs, "Sinal Fechado", "Noite Comprida", "Amor que Vale Milhão" e"Amando Escondido".
Quando André e Andrade encerraram o contrato com a Chantecler, no ano de 1988, continuaram a fazer shows pelo país e gravaram mais dois LPs independentes, um pela gravadora Danúbio, outro pela Trisson, fazendo também apresentações nos programas "Frutos da Terra" pela TV Anhanguera, retransmissora da Rede Globo em Goiânia – GO; "Viola, Minha Viola" pela TV Cultura; "Som Brasil" pela Rede Globo; "Raul Gil" pela TV Record; "Empório Brasileiro" pelo SBT; "Especial Sertanejo" pela TV Record, entre outros.
Em uma parceria com Hamilton Carneiro (apresentador do programa Frutos da Terra) e Geraldinho (famoso contador de "causos") a dupla André e Andrade gravou mais dois CDs "Trova, Prosa e Viola I" e "Trova, Prosa e Viola II".
Após este período fizeram um lançamento independente com o CD "Sete por Três", com destaque das músicas "Samambaia" e "Mulher Precisa de Carinho".
Em seguida com o apoio dos amigos "Gino e Geno" e do cantor e compositor "Rick" André e Andrade, gravaram através da Warner Continental o CD "Paixão Caipira", com destaque para a música "Deixe as Águas Rolarem" e para a participação da dupla "Rick e Renner" na música "Terra Amada".
André e Andrade fizeram importantes participações em produções de "Rolando Boldrin", com a música "Moda Ecológica"; no CD do cantor "Daniel" com a música "Último dos Carreiros"; no DVD da dupla "Gino & Geno" com a música "Estrela de Ouro"; no CD do compositor "Marrequinho" com "Gotas de Orvalho" e "Três Noites".
A dupla André e Andrade têm importantes músicas regravadas pelos cantores "Chrystian & Ralf", com "Cama Fria"; "Chitãozinho & Xororó" com "Colheita de Milho"; "Rionegro & Solimões", com "Deixe as Águas Rolarem" que teve o título modificado para "Cai na Realidade"; a música "Colheita de Milho" fez parte da trilha sonora do filme "Dois Filhos de Francisco", que relata a vida da dupla "Zezé de Camargo & Luciano".
No segundo semestre de 2007 com o lançamento de seu novo CD "Pássaro Sem Ninho", a dupla, já conta com as músicas "Volta da Guerra", "Ta na Cara", "Cabelinho", "Nega", "Quem Ama Perdoa" e a música título "Pássaro sem ninho", entre as mais tocadas em várias rádios do Brasil.

## Reconhecimento
Segundo o pesquisador Luiz Antônio Guerra Marques, André & Andrade fazem parte de um grupo de artistas sertanejos que conquistou sucesso comercial em um momento em que o ambiente rural gerador da música sertaneja experimentava uma profunda modificação em virtude de transformações no sistema de produção agropecuária, que induziam a introdução de inovações estéticas no gênero. Para o folclorista Waldomiro Bariani Ortêncio, a dupla é uma das poucas que ainda conserva a autenticidade da "música caipira" em meio a uma multidão de grupos que alegadamente a desvirtuaram. Segundo o escritor Edvan Antunes, André & Andrade é uma dupla reconhecida no universo da música sertaneja raiz.
Com mais de 40 anos de carreira a dupla continua fazendo shows por todo o Brasil. Em entrevista para a PUC TV Goiás foram apresentados como "uma das duplas sertanejas mais antigas do Brasil", que "faz parte da história da música sertaneja raiz". Em 2017 foram uma das duas atrações do show de encerramento do 18ª Festival Canto da Primavera de Pirenópolis, promovido pelo Governo do Estado de Goiás. Em matéria relativa ao evento a Secretaria de Educação, Cultura e Esporte relatou que a dupla "conquistou de primeira o público presente no Cine Pireneus. A dupla sertaneja que tem uma das carreiras mais longevas do país" apresentou "uma diversidade muito grande de ritmos e de cultura". Em 2018 foram apresentados por Luiz Rocha no programa Brasil Caipira, da Rádio da Câmara dos Deputados, como "a maior expressão da música raiz em Goiás; porém, são sucesso no Brasil inteiro". Em 2020 foram objeto de um programa especial da TVE São Carlos, quando o apresentador José Angelo disse que a dupla era "uma das mais genuínas da música sertaneja".